# Morgane
Morgane, nacida Ingrid Simonis (Blegny, 23 de agosto de 1975), es una cantante belga, conocida por su participación en el Festival de la Canción de Eurovisión 1992.

## Festival de Eurovisión
El 8 de marzo de 1992, la canción de Morgane "Nous, on veut des violons" ("Queremos violines") fue elegida de entre diez canciones como representante de Bélgica en el Festival de la Canción de Eurovisión 1992 que tuvo lugar el 9 de mayo en Malmö ( Suecia). "Nous, on veut des violons" no consiguió triunfar en el Festival, finalizando en 20.ª posición de 23 países, recibiendo puntos de cuatro países (España, Francia, Luxemburgo y Turquía).

## Carrera posterior
Tras Eurovisión, Morgane publicó numerosos discos e hizo frecuentes apariciones en televisión, antes de retirarse a mediados de la década de 1990. Continúo trabajando en el ámbito musical, aunque fuera del ojo público, y siendo madre de tres hijos.
En diciembre de 2008, hizo una gira por las iglesias de Valonia con el cantante Jean Vallée. En 2009, Morgane relanzó su carrera, ahora influenciada por la música rock/gótica.